# Liste der Biografien/Hw
Liste der Biografien |
Portal Biografien |
Personensuche
# |
A |
B |
C |
D |
E |
F |
G |
H |
I |
J |
K |
L |
M |
N |
O |
P |
Q |
R |
S |
T |
U |
V |
W |
X |
Y |
Z |
?
 
Ha |
Hd |
He |
Hi |
Hj |
Hk |
Hl |
Hm |
Hn |
Ho |
Hr |
Hs |
Ht |
Hu |
Hv |
Hw |
Hy
Die Liste der Biografien führt alle Personen auf, die in der deutschsprachigen Wikipedia einen Artikel haben. Dieses ist eine Teilliste mit 78 Einträgen von Personen, deren Namen mit den Buchstaben „Hw“ beginnt.

## Hw

### Hwa
- Hwa, Terry, US-amerikanischer Physiker
- Hwang Jin-i, koreanische Gisaeng
- Hwang Jung-oh (* 1958), südkoreanischer Judoka
- Hwang, Bo-reum-byeol (* 1999), südkoreanische Schauspielerin
- Hwang, Chan-hyun (* 1953), südkoreanischer Richter und Behördenleiter
- Hwang, Chang-shik (* 1943), südkoreanischer Radrennfahrer
- Hwang, Chung-gum (* 1995), nordkoreanische Eishockeyspielerin
- Hwang, Dae-heon (* 1999), südkoreanischer Shorttracker

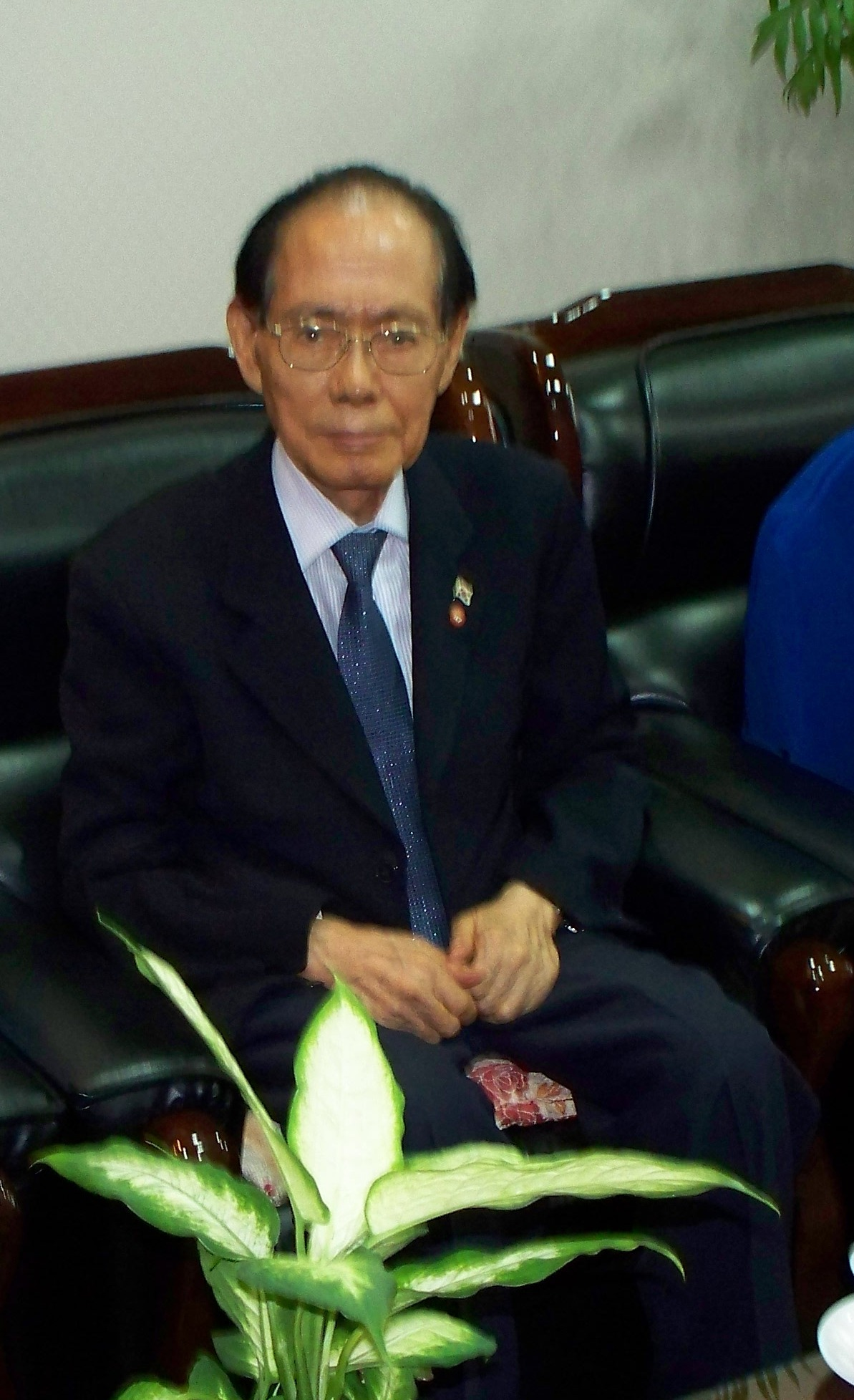
Hwang Jang-yop (1923–2010)

- Hwang, David Henry (* 1957), US-amerikanischer Bühnenschriftsteller
- Hwang, Dennis, US-amerikanisch-südkoreanischer Grafikdesigner
- Hwang, Do-yeon (* 1991), südkoreanischer Fußballspieler
- Hwang, Dong-hyuk (* 1971), südkoreanischer Filmregisseur und DrehbuchautorHwang Dong-hyuk (* 1971)

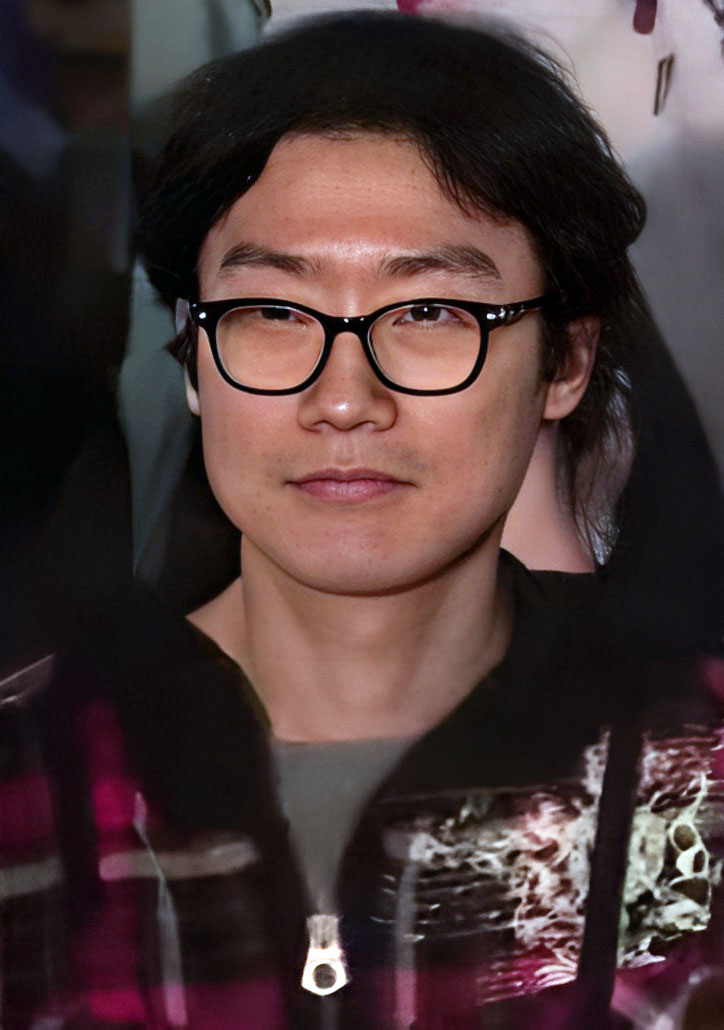
Hwang Dong-hyuk (* 1971)

- Hwang, Harold Y. (* 1970), US-amerikanischer Physiker
- Hwang, He-suk (* 1945), nordkoreanische Volleyballspielerin
- Hwang, Hee-chan (* 1996), südkoreanischer Fußballspieler
- Hwang, Hye-seong (1920–2006), südkoreanische Expertin für die Kochkunst der Joseon-Dynastie
- Hwang, Hye-suk (* 1993), südkoreanische Biathletin
- Hwang, Hye-youn (* 1985), südkoreanische Badmintonspielerin
- Hwang, Hye-young (* 1966), südkoreanische Badmintonspielerin
- Hwang, Hyung-bum (* 1983), südkoreanischer Karambolagespieler
- Hwang, Ik-hwan (* 1965), südkoreanischer Eisschnellläufer
- Hwang, In-beom (* 1996), südkoreanischer Fußballspieler
- Hwang, In-ho (* 1972), südkoreanischer Drehbuchautor und Regisseur
- Hwang, In-hyeok (* 1988), südkoreanischer Bahn- und Straßenradrennfahrer
- Hwang, In-suk (* 1958), südkoreanische Lyrikerin
- Hwang, In-sung (* 1984), südkoreanischer Kugelstoßer
- Hwang, In-tae (* 1979), südkoreanischer Basketballschiedsrichterin
- Hwang, Jang-lee (* 1944), südkoreanischer Kampfkünstler und Schauspieler
- Hwang, Jang-yop (1923–2010), nordkoreanischer Funktionär der Kommunistischen ParteiHwang Jang-yop (1923–2010)
- Hwang, Jason Kao (* 1957), US-amerikanischer Jazzmusiker und Komponist
- Hwang, Ji-man (* 1984), südkoreanischer Badmintonspieler
- Hwang, Ji-u (* 1952), südkoreanischer Autor
- Hwang, Jin-hyok (* 1985), nordkoreanischer Fußballspieler
- Hwang, Jong-soo (* 1988), südkoreanischer Badmintonspieler
- Hwang, Jun-ho (* 1993), südkoreanischer Skilangläufer
- Hwang, Jun-muk (* 1963), südkoreanischer Mathematiker
- Hwang, Jung-min (* 1970), südkoreanischer Schauspieler
- Hwang, Kap-Sun (* 1963), südkoreanischer Keramikkünstler und Hochschulprofessor
- Hwang, Ki (1914–2002), südkoreanischer Kampfkünstler
- Hwang, Ki-chul (* 1956), südkoreanischer Admiral
- Hwang, Kyo-ahn (* 1957), südkoreanischer Politiker und Premierminister
- Hwang, Kyung-seon (* 1986), südkoreanische Taekwondoin
- Hwang, Min-ha (* 1999), südkoreanischer Tischtennisspieler
- Hwang, Mun-ki (* 1996), südkoreanischer Fußballspieler
- Hwang, Myong-chol (* 1984), nordkoreanischer Fußballspieler
- Hwang, Myung-hyun (* 2001), südkoreanischer Fußballspieler
- Hwang, Nadine (1902–1972), chinesischen Pilotin und diente in der chinesischen Luftwaffe als EhrenoberstNadine Hwang (1902–1972)

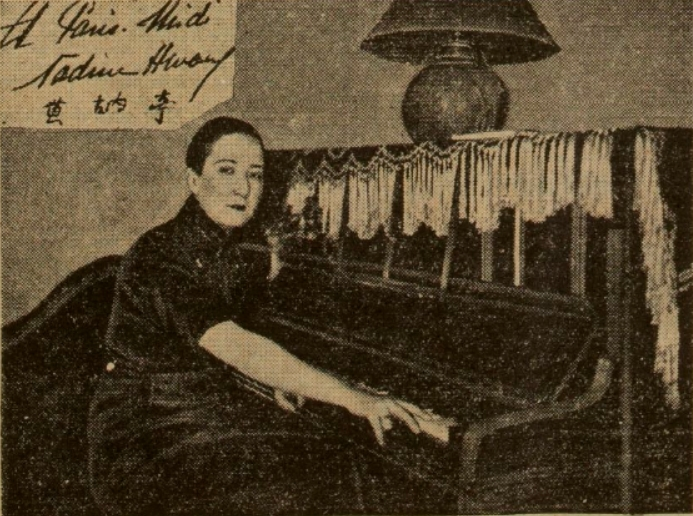
Nadine Hwang (1902–1972)

- Hwang, Ok-sil (* 1972), nordkoreanische Shorttrackerin
- Hwang, Paul Cheol-soo (* 1953), südkoreanischer Geistlicher und römisch-katholischer Bischof von Pusan
- Hwang, Pyong-so, nordkoreanischer Führungskader und Vizemarschall
- Hwang, San-ung (1924–2012), südkoreanischer Radrennfahrer
- Hwang, Seok-ho (* 1989), südkoreanischer Fußballspieler
- Hwang, Seong-min (* 1991), südkoreanischer Fußballspieler
- Hwang, Shu-Perng (* 1975), taiwanische Rechtswissenschaftlerin und Hochschullehrerin
- Hwang, Sok-yong (* 1943), südkoreanischer Schriftsteller
- Hwang, Sol-gyong (* 1997), nordkoreanische Eishockeyspielerin
- Hwang, Song-su (* 1987), nordkoreanischer Fußballspieler
- Hwang, Sumi (* 1986), südkoreanische Opernsängerin (Sopran)
- Hwang, Sun-ai (* 1962), südkoreanische Badmintonspielerin
- Hwang, Sun-hee (* 1986), südkoreanische Schauspielerin
- Hwang, Sun-ho (* 1975), südkoreanischer Badmintonspieler
- Hwang, Sun-hong (* 1968), südkoreanischer Fußballspieler und -trainer
- Hwang, Sun-mi (* 1963), südkoreanische Kinderbuchautorin
- Hwang, Sun-won (1915–2000), südkoreanischer Schriftsteller
- Hwang, Tong-gyu (* 1938), südkoreanischer Autor
- Hwang, Ui-jo (* 1992), südkoreanischer Fußballspieler
- Hwang, Won-tak (* 1938), südkoreanischer Diplomat
- Hwang, Woo-suk (* 1953), südkoreanischer Veterinärmediziner, Verursacher eines der größten Fälschungsskandale
- Hwang, Wooseulhye (* 1979), südkoreanische Schauspielerin
- Hwang, Yau-tai (1912–2010), chinesischer Komponist, Pianist und Musikpädagoge
- Hwang, Ye-ji (* 2000), südkoreanische SängerinHwang Ye-ji (* 2000)

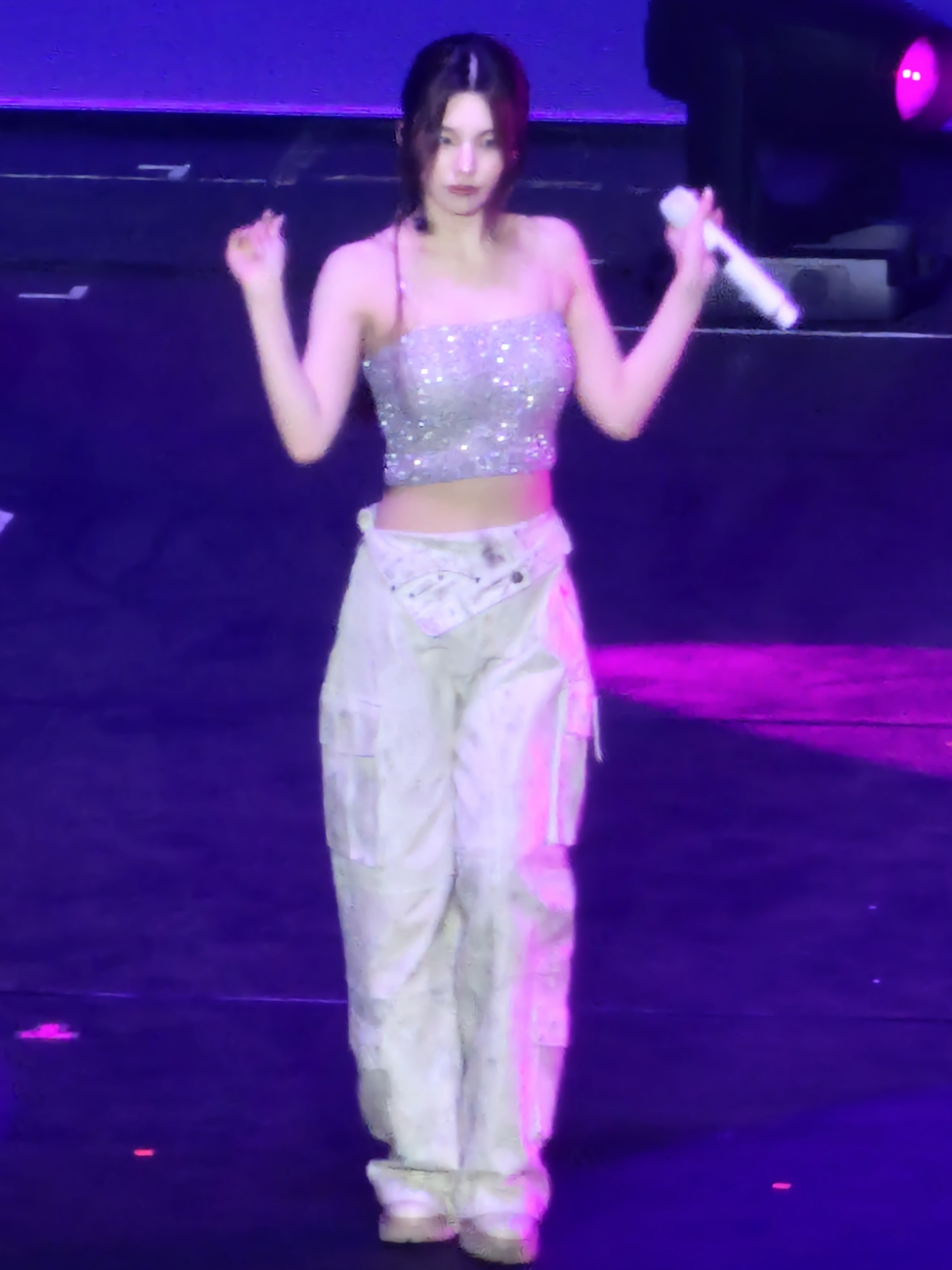
Hwang Ye-ji (* 2000)

- Hwang, Young-cho (* 1970), südkoreanischer Marathonläufer und Olympiasieger
- Hwang, Yu-mi (* 1982), südkoreanische Badmintonspielerin
- Hwangbo, Kwan (* 1965), südkoreanischer Fußballspieler
- Hwass, Christian Hee (1731–1803), dänischer Malakologe
- Hwasser, Elise (1831–1894), schwedische Schauspielerin

### Hwo
- Hwosd, Wiktor (1959–2021), ukrainischer Militär, Diplomat und Leiter des Auslandsgeheimdienstes der Ukraine
- Hwosdyk, Oleksandr (* 1987), ukrainischer Boxer